# Ribare (miasto Jagodina)
Ribare (cyr. Рибаре) – wieś w Serbii, w okręgu pomorawskim, w mieście Jagodina. W 2011 roku liczyła 3601 mieszkańców.